# Alt (tast)
 For alternative betydninger, se Alt. (Se også artikler, som begynder med Alt)
Alt-knappen er en tast på et tastatur, som bliver brugt til at ændre (alternere) funktionen af på samme tid benyttede taster. Den er i familie med tasten shift, der har lignende funktion. Tasten er placeret til venstre for mellemrumstasten. Alt bruges sammen med Crtl og Del hvis der er behov for, at få for eksempel at få vist joblisten i tilfælde af nedbrud i enkelte kørende programmer.
| § ½ | ! 1 | " 2___@ | # 3_ __£ | ¤ 4_ __$ | % 5 | & 6 | / 7_ __{ | ( 8_ __[ | ) 9_ __] | = 0_ __} | ? + | ` ´_ __\| | ←––– Backspace |

| Tab | Q | W | E___€ | R | T | Y | U | I | O | P | Å | ^_ __~ ¨ |  | Enter ←┘ |

| Caps Lock | A | S | D | F | G | H | J | K | L | Æ | Ø | * ' |  |

| Shift ↑ | > <_ __\ | Z | X | C | V | B | N | M | ; , | : . | _ - | Shift ↑ |

| Ctrl | Win Key | Alt | Space (el. Mellemrum) | Alt Gr | Win Key | Menu | Ctrl |  |

| Hardware | Spire Denne artikel om computere og anden hardware er en spire som bør udbygges. Du er velkommen til at hjælpe Wikipedia ved at udvide den. |